# Terinos maddelena
Terinos maddelena är en fjärilsart som beskrevs av Smith och Kirby 1894. Terinos maddelena ingår i släktet Terinos och familjen praktfjärilar. Inga underarter finns listade i Catalogue of Life.